# Seuls
Seuls ist ein Schweizer Film aus dem Jahr 1981 von Francis Reusser.

## Handlung
Bei einem seiner Streifzüge durch die Strassen von Lausanne findet Jean vor einem Fotoautomaten ein Blatt mit vier Passbildern einer Frau, die seiner Mutter, die gestorben ist, als er noch ein Kind war, ähnlich sieht. Die Fotos wecken in ihm eine unbestimmte Sehnsucht, und er macht sich auf die Suche nach dieser Frau. Er ist wie besessen von der Unbekannten, die zur Projektionsfläche seiner Fantasmen wird. Erinnerungen steigen in ihm auf, vermischt mit Imaginationen von einer Frau, die so nie existiert hat.
In einer Bar trifft er ein Paar, das sich streitet. Es sind Künstler, die ihn, den Unbekannten, in ihre Villa einladen, wo sich noch andere, mehr oder weniger bizarre Personen aufhalten. Unter ihnen ist die junge Künstlerin Carole. Das Gastgeberpaar hat keine Kinder, das scheint für beide ein Problem zu sein, möglicherweise werden sie sich trennen.
Carole und Jean fühlen sich zueinander hingezogen, aber für eine ernsthafte Beziehung kann sich Jean nicht entscheiden. Er zeigt Carole das Foto der Unbekannten als Bild der Frau, mit der er angeblich in einer Beziehung lebt. Gegen Ende des Films findet Carole heraus, dass es Jeans «andere Frau» gar nicht gibt und ihre Situation spitzt sich zu einer Krise zu.

## Zitat
«C’est un film sur l’ordre symbolique de l’amour; l’inconscient ayant son langage […] ça parle la langue du cinéma […] Au fond, une sorte de thriller fantastique sur Œdipe narré par l’arrière-petit-fils du personnage principal, enfant de l’électronique et du vodka-cola.»
(«Es ist ein Film über die symbolische Ordnung der Liebe; in dem das Unbewusste sich zu Wort meldet […] und die Sprache des Kinos spricht […] In seinem Wesen ist es eine Art fantastischer Thriller über Ödipus, erzählt durch den Urenkel der Hauptfigur – ein Kind der Elektronik und des Wodka-Cola.»)
– Francis Reusser

## Produktion und Veröffentlichung

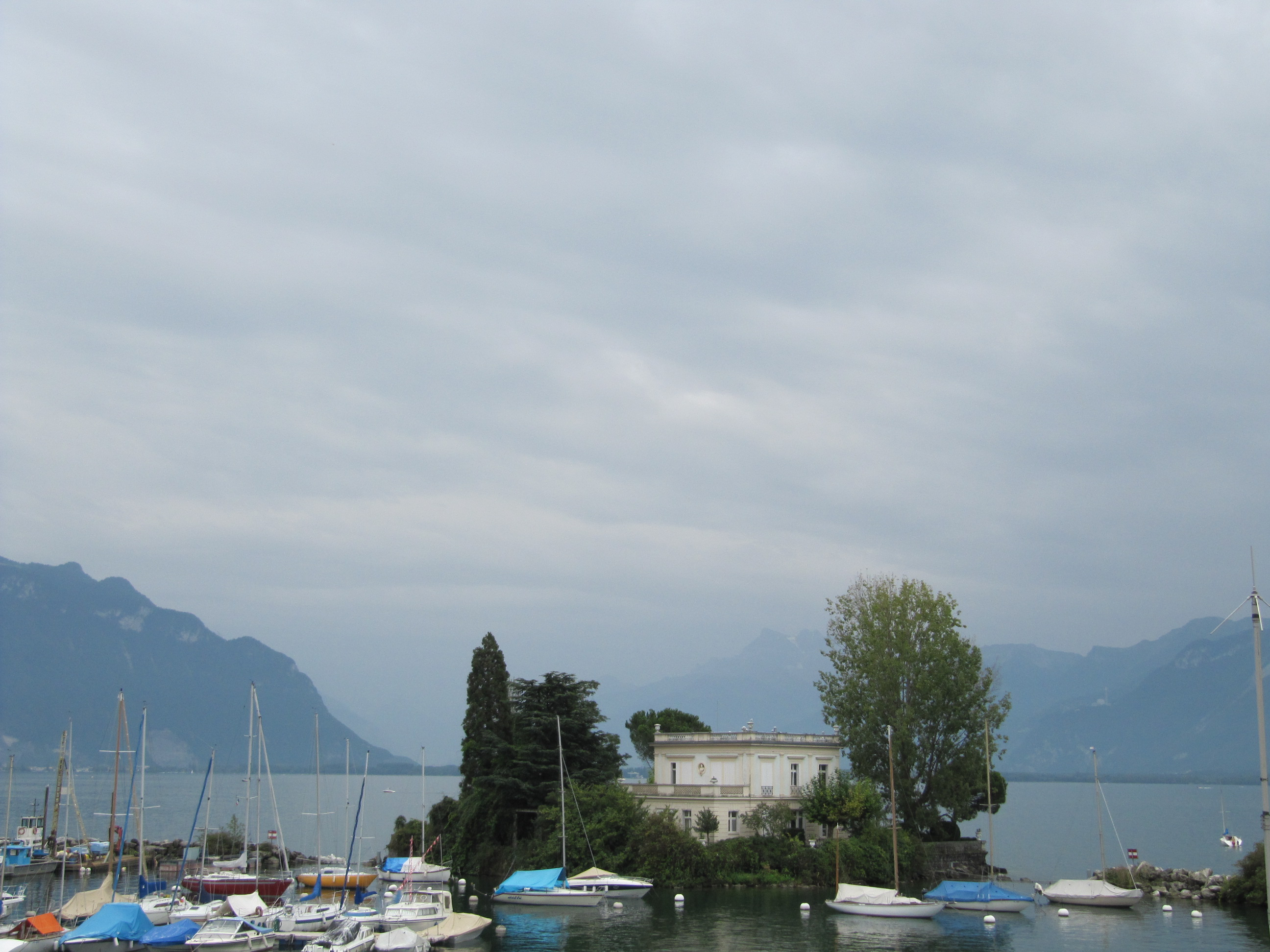
Île de Salagnon im Genfersee

Der Film ist eine Co-Produktion von Sagittaire Films, Cactus Film und Radio Télévision Suisse (RTS). Es ist der fünfte Spielfilm des Schweizer Regisseurs, der auch als Co-Produzent beteiligt war, das Drehbuch geschrieben und den Film mit Assistenz von Elizabeth Waelchli geschnitten hat.
Drehzeit war vom 28. April bis zum 8. Juni 1980. Gedreht wurde in Montreux und in Anzeindaz im Kanton Waadt. Das Haus von Ludovic und Lucienne befindet sich auf der Île de Salagnon im Genfersee. Die Filmmusik komponierten Louis Crelier und Michael Galasso, für beide war es der erste Spielfilm, für den sie die Musik geschrieben haben. Es spielt die Genfer Rock-Gruppe «Le Beau Lac de Bâle».
Der 35-mm-Negativfilm wurde 2018 unter der Mitarbeit des Regisseurs, mit der Unterstützung durch Suisseimage und RTS sowie in Zusammenarbeit mit der Cinémathèque suisse restauriert und digitalisiert.
Die Uraufführung fand am 23. Mai 1981 in Cannes im Rahmen der Directors’ Fortnight statt. Der Film wurde am 6. August 1981 in Locarno gezeigt und im September 1981 in San Sebastián. In der restaurierten Fassung wurde der Film 2018 auf dem Filmfestival in Locarno aufgeführt.

## Kritik
Der Kritiker von Filmdienst schreibt: «Francis Reussers jüngstes Werk, das autobiografische Erfahrungen seines Autors verarbeitet, ist ein Film, der in seiner ungeschminkten Offenheit und Ehrlichkeit provozierend wirkt.» In Bezug auf das Männerbild – die Suche des Protagonisten nach der Hilfe der Frau wird als Schwächezeichen gesehen – vermittle Seuls ein emanzipiertes Verständnis der Frau. Und weiter: «Erwähnenswert ist Renato Bertas einfühlsame Kameraarbeit, die Bilder voller poetischer und lyrischer Stimmungen hervorbringt.»
Martin Schaub sieht den Film im Kontext des Werks von Francis Reusser. Er bezeichnet den Film als Wegbereiter, als Meilenstein in der Geschichte des Schweizer Kinos.
Reussers Vorsatz «aus der Diskretion und Kleinmütigkeit des durchschnittlichen Schweizer Kinofilms auszubrechen», eine «Art ‹Rückeroberung› der heroischen schweizerischen Szenerien, hat sich in seinen Filmen Le grand soir und Seuls angekündigt». Reussers Thema «[…] eines unsteten, gebeutelten, umhergerissenen modernen Menschen, der in seinen Beziehungsproblemen von Sinnen zu kommen droht», zeige sich bereits in der Figur des Jean.
Giuseppe Gariazzo, Kritiker des italienischen Filmjournals duels, nennt den Film anlässlich seine Aufführung in Locarno 2018 «ein Juwel» und schreibt, Seuls [seul franz. = alleine] sei ein Film über einsame Personen, die sich nur durch Gewohnheit oder Zufall begegnen, über ihre Einsamkeit und über ihre ständige existenzielle Suche nach Nähe, die bis zur Selbstzerstörung führen könne. «Über Erinnerungen, über Fantasmen vor allem, auch sado-masochistische Spannungen, auf der Suche nach Spuren, intimen inneren Bildern, die mit der Lupe oder im Gesicht einer Frau wiedererkannt werden, denen man einen Namen, eine Geschichte gibt.»